# Buxeuil (Indre)
Buxeuil település Franciaországban, Indre megyében. Lakosainak száma 221 fő (2022. január 1.). Buxeuil Aize, Bagneux, Guilly, Orville, Poulaines és Rouvres-les-Bois községekkel határos.

## Népesség
A település népességének változása:
| Lakosok száma | 322  | 231  | 202  | 221  | 222  | 222  | 222  | 230  | 234  | 221  |
|               | 1968 | 1982 | 1990 | 2006 | 2013 | 2015 | 2017 | 2019 | 2020 | 2022 |